# Alstroemeria penduliflora
Alstroemeria penduliflora là một loài thực vật có hoa trong họ Alstroemeriaceae. Loài này được M.C.Assis mô tả khoa học đầu tiên năm 2002.